# Eliezer Preminger
Pour les articles homonymes, voir Preminger.
Eliezer Preminger (hébreu : אליעזר פרמינגר), né le 13 avril 1920 et mort le 15 septembre 2001, est un homme politique israélien ayant été représentant à la Knesset du Maki, des Communistes hébreux et du Mapam entre 1949 et 1951.

## Biographie
Né à Vienne en Autriche, Eliezer Preminger fait son aliyah en Palestine mandataire en 1939. Il rejoint le Parti communiste palestinien, mais en 1945, il est l'un des dirigeants d'un groupe qui le quitte afin de former les Communistes hébreux. En 1948, il rejoint le Maki et est élu à la Knesset lors de la première élection législative en 1949 sur la liste du parti. Après une purge de la direction du parti, Eliezer Preminger quitte le parti et recrée les Communistes hébreux le 8 juin 1949. Le 15 août de la même année, il rejoint le Mapam. Il perd son siège à la Knesset lors des élections de 1951, et travaille par la suite comme Directeur général adjoint du Ministère du Développement, ainsi qu'au sein du directoire de la Compagnie des Carrières et Phosphates d'Israël.